# Adonisröschen
Die Adonisröschen (Adonis) sind eine Pflanzengattung innerhalb der Familie der Hahnenfußgewächse (Ranunculaceae). Die etwa 30 bis 35 Arten sind in Europa und den kühleren Regionen Asiens beheimatet.

## Beschreibung

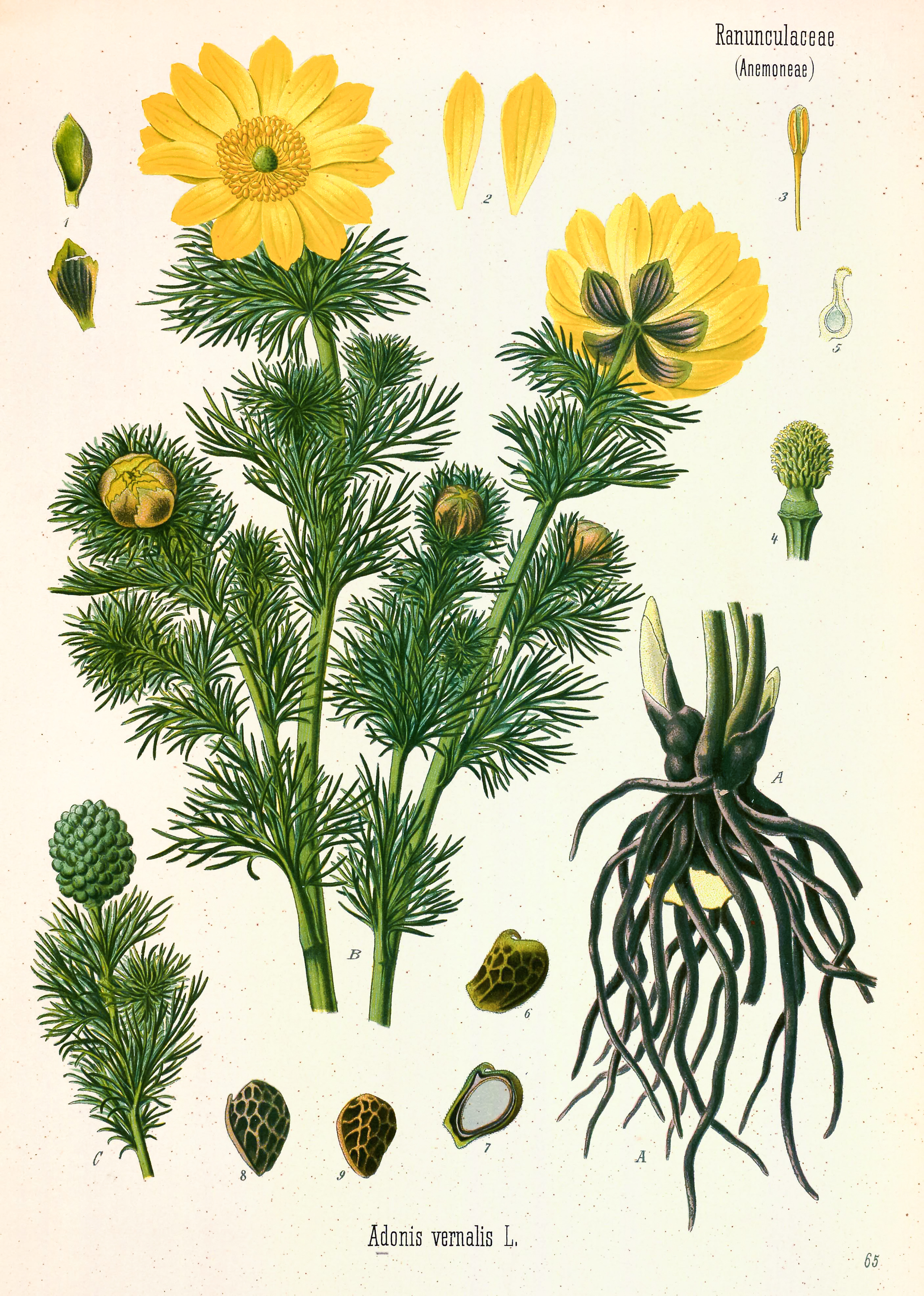
Illustration des Frühlings-Adonisröschens (Adonis vernalis)

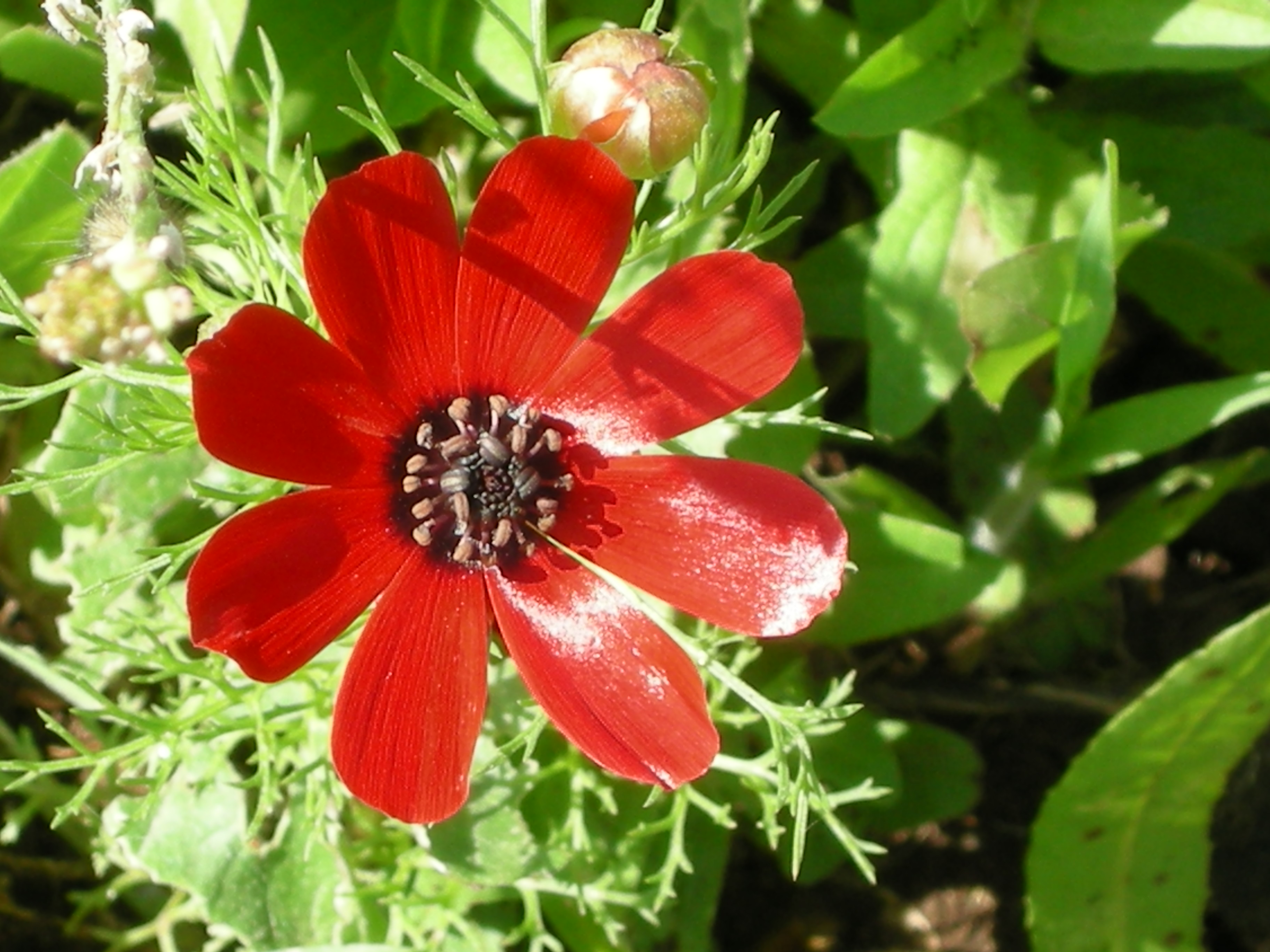
Adonis aleppica

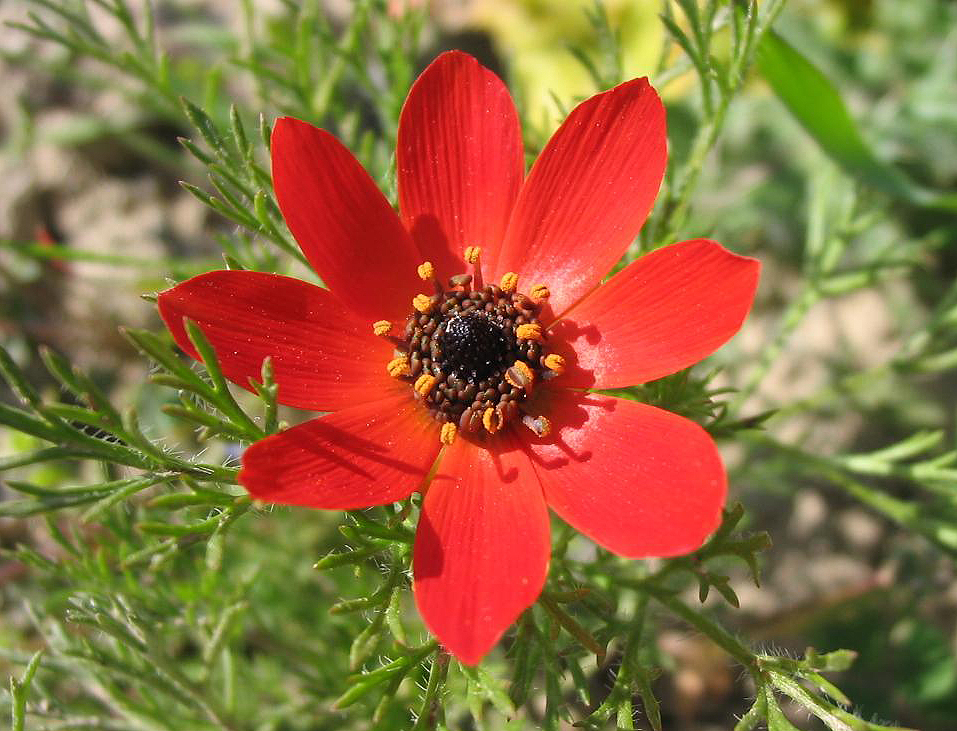
Herbst-Adonisröschen (Adonis annua)

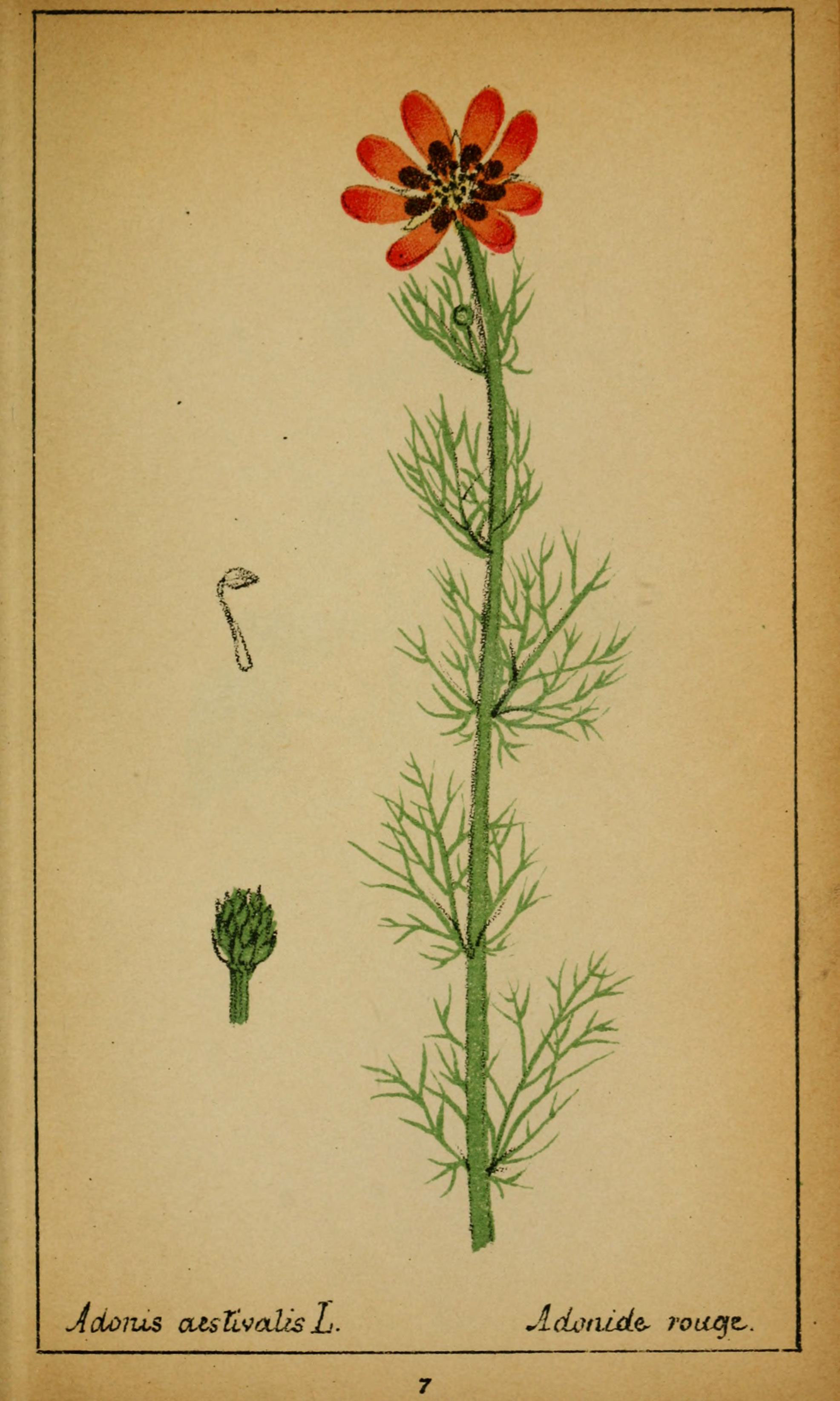
Illustration aus Choix de plantes de l’Europe centrale et particulièrement de la Suisse et de la Savoie, Tafel 7 des Sommer-Adonisröschen (Adonis aestivalis)

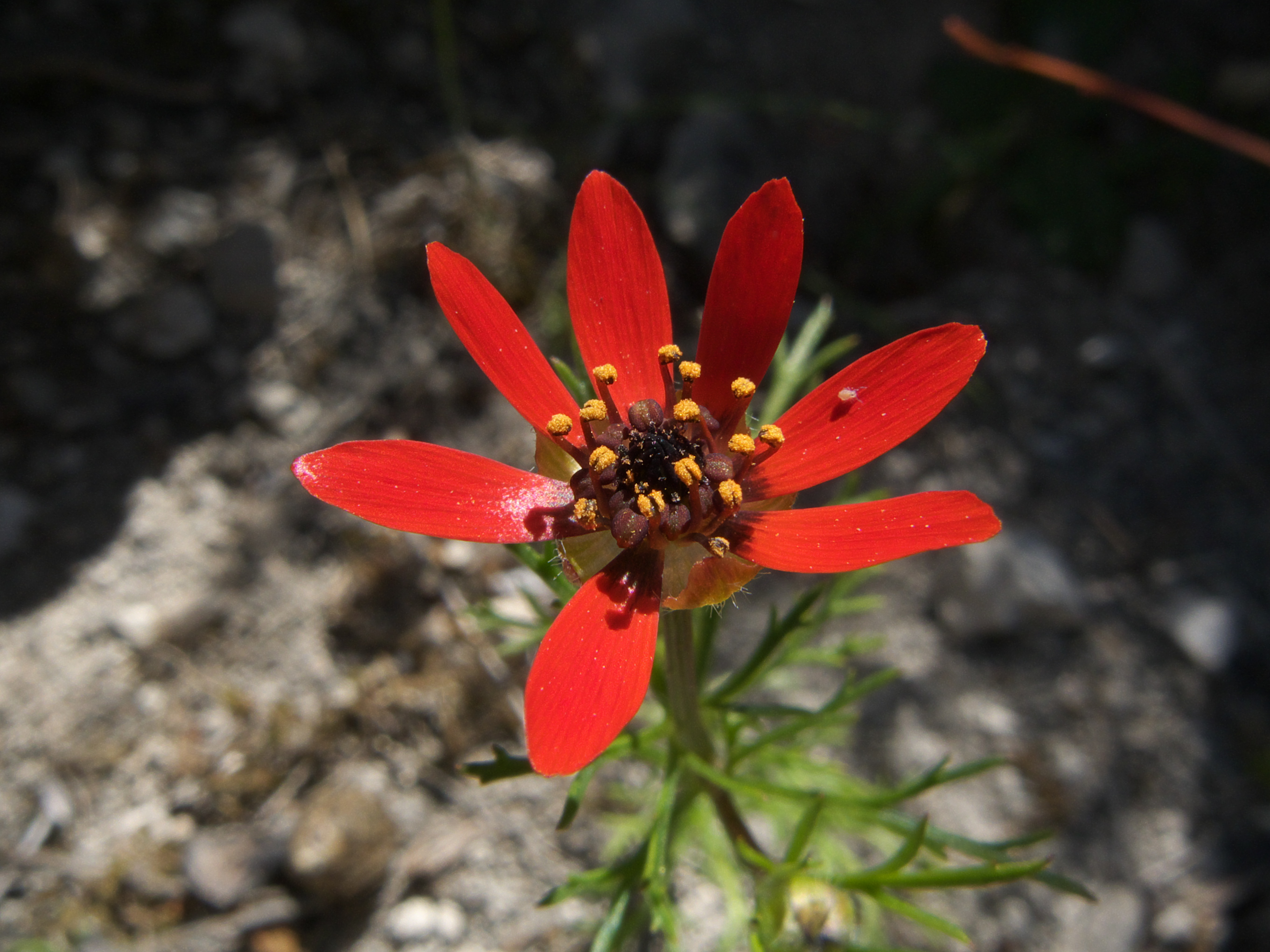
Flammen-Adonisröschen (Adonis flammea)

### Erscheinungsbild und Blätter
Adonisröschen-Arten wachsen als einjährige oder ausdauernde krautige Pflanzen. Bei den ausdauernden Arten werden Rhizome als Überdauerungsorgane gebildet. Die aufrechten, manchmal verzweigten Stängel können behaart oder unbehaart sein.
Die wechselständig am Stängel angeordneten Laubblätter sind gestielt. Die Blattspreite kann handförmig oder ein- bis dreifach fiederteilig sein, mit fadenförmigen Fiederblättchen. Die Blattränder sind meist glatt, selten gezähnt.

### Blütenstände und Blüten
Die gestielten Blüten stehen meist einzeln und endständig ohne Hochblätter an den Stängelverzweigungen; selten stehen sie in einem wenigblütigen, endständigen Blütenstand zusammen. Die zwittrigen Blüten sind radiärsymmetrisch. Die fünf bis acht freien Kelchblätter sind mehr oder weniger grün und 6 bis 22 Millimeter lang. Die 3 bis 24 freien Kronblätter sind 8 bis 35 Millimeter lang; sie sind selten weiß, meist rot oder gelb, oft gestreift oder am Grund dunkel gefärbt. Nektarien fehlen. Es sind 15 bis 80 Staubblätter vorhanden mit dünnen Staubfäden. 20 bis 100 spiralig angeordnete, freie, oberständige Fruchtblätter enthalten jeweils nur eine Samenanlage. Sie besitzen einen Griffel, der in einer erkennbaren, kleinen Narbe endet.

### Früchte
Die vielen kleinen, ungestielten, fast kugeligen Nussfrüchtchen sitzen kopfig gedrängt und spiralig angeordnet in einer Sammelfrucht an einer auf 10 bis 40 Millimeter verlängerten Blütenachse, die je nach Art zwischen den Früchtchen deutlich zu sehen ist oder nicht. Auf den Früchtchen ist meist der Griffel noch gut erkennbar; er kann gerade oder stark gekrümmt sein.

## Systematik

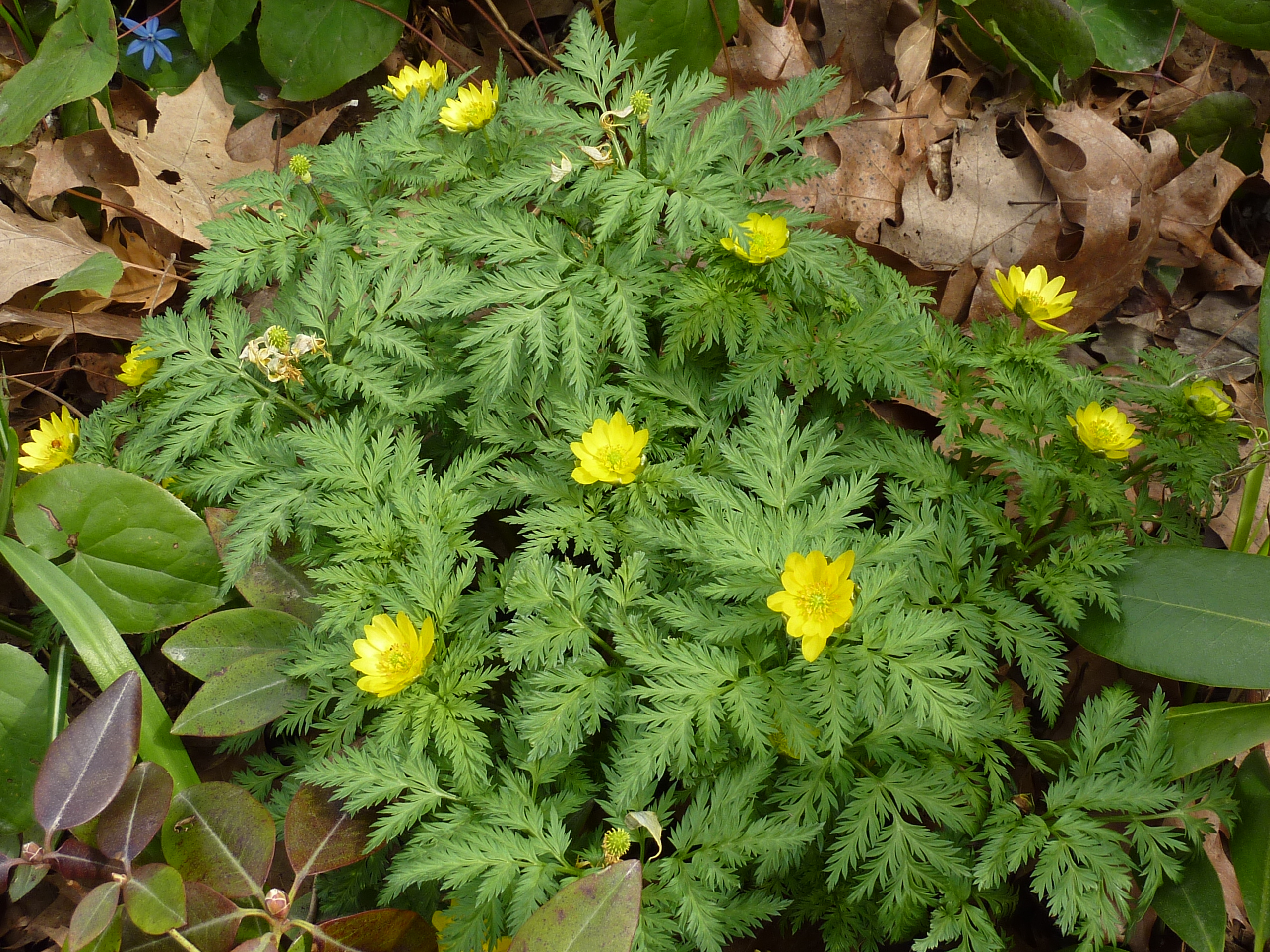
Amur-Adonisröschen (Adonis amurensis)

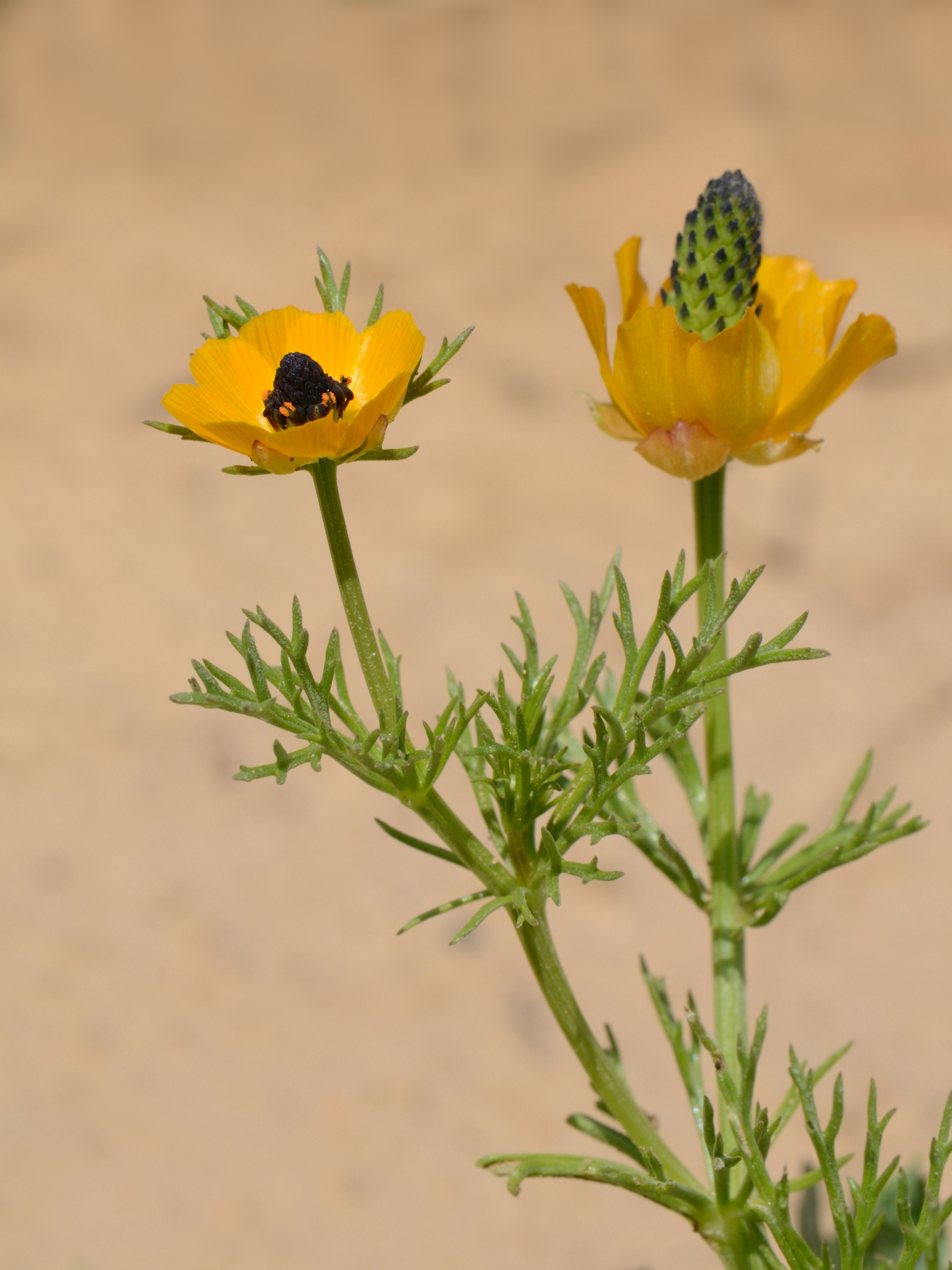
Adonis dentata

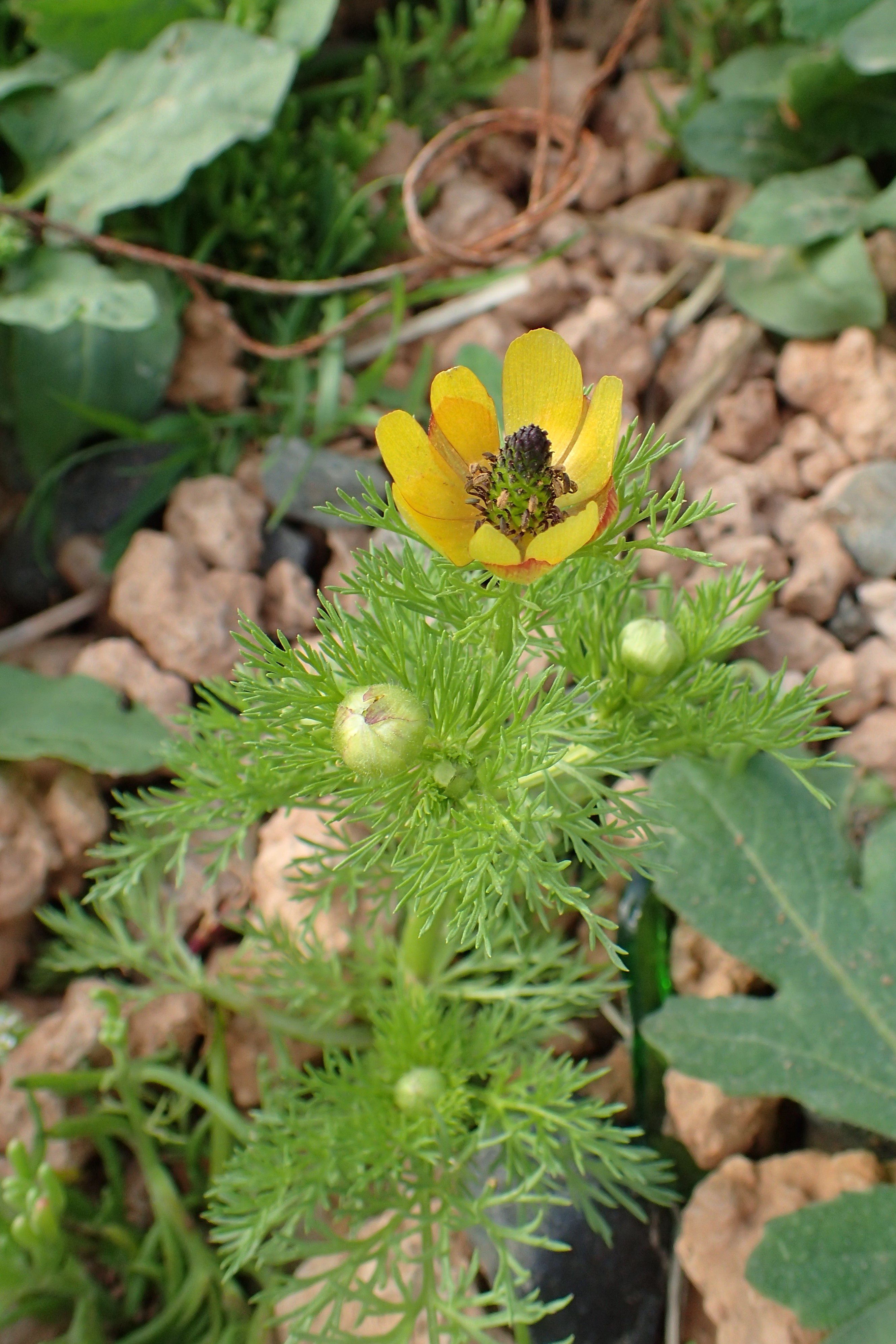
Adomis microcarpa

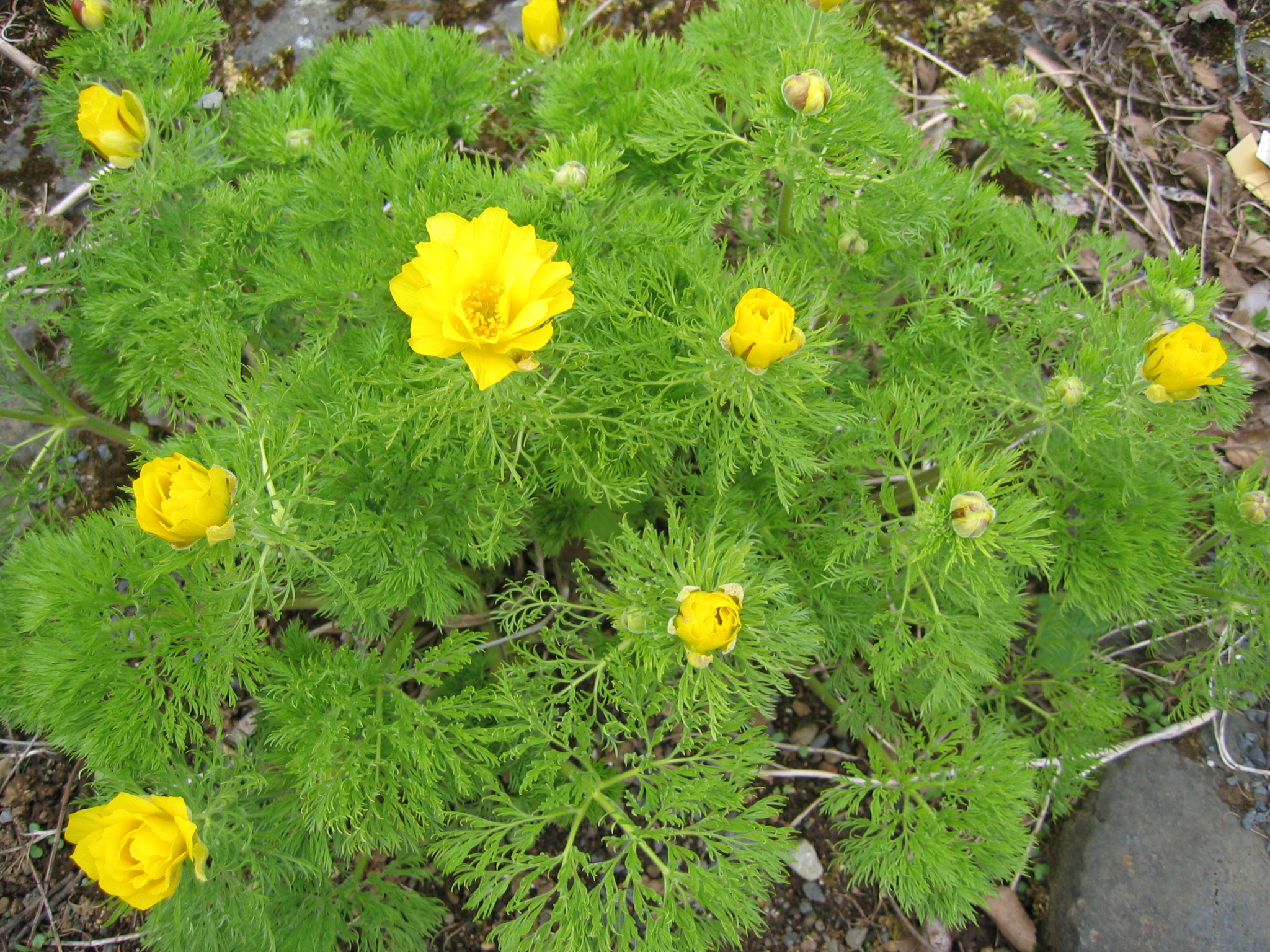
Pyrenäen-Adonisröschen (Adonis pyrenaica)

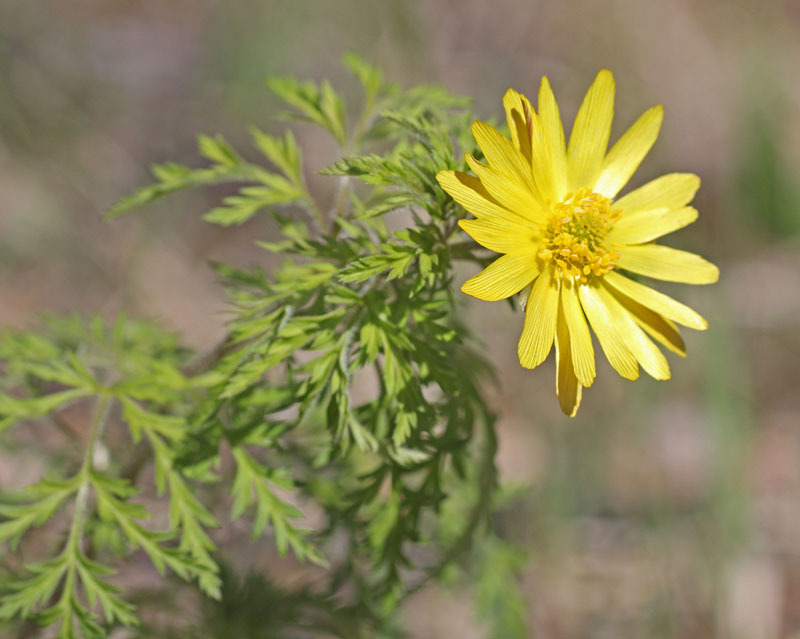
Adonis sibirica

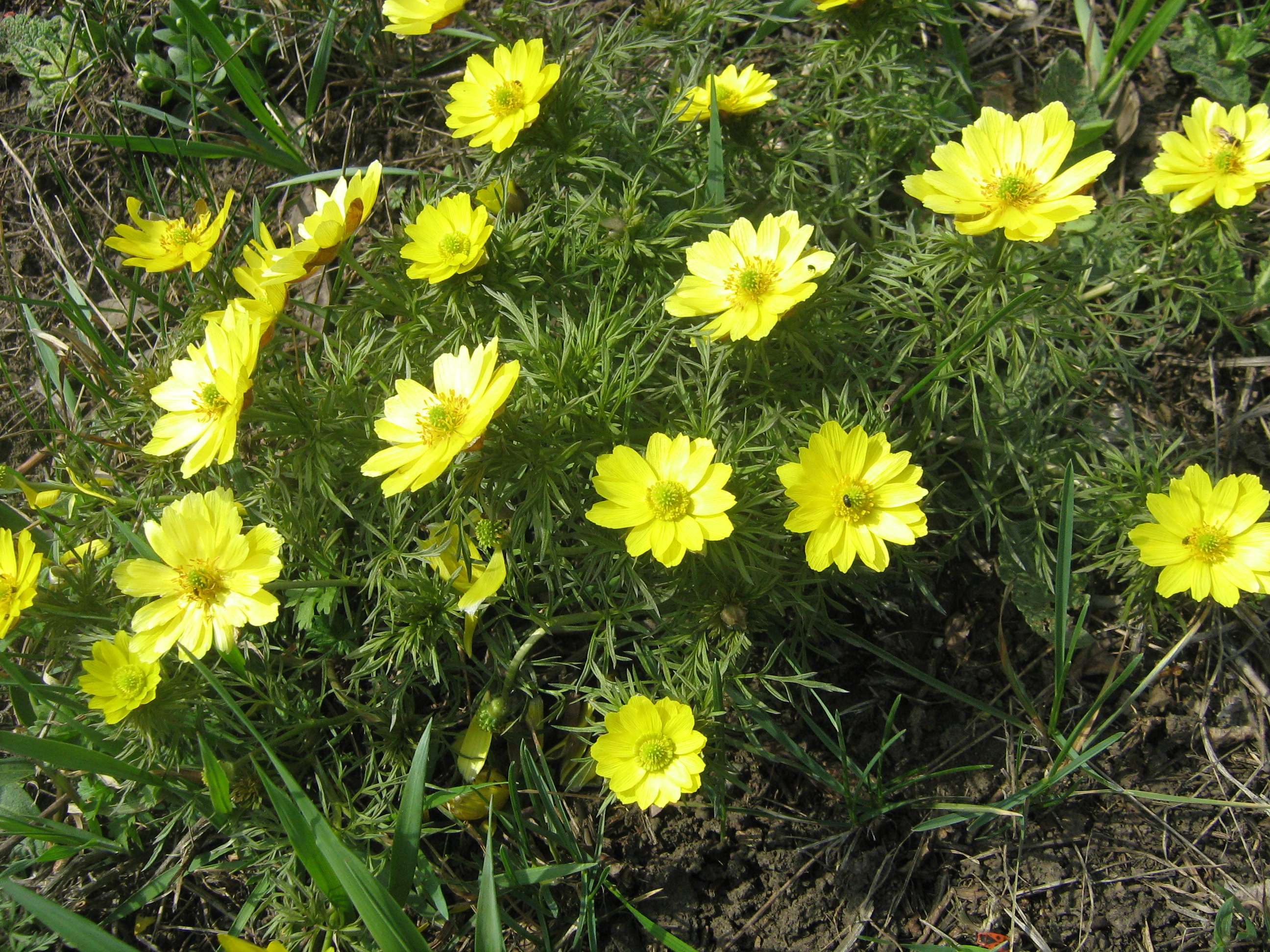
Adonis volgensis

### Taxonomie
Die Gattung Adonis wurde 1753 durch Carl von Linné in Species Plantarum, Tomus I,  Seite 547 aufgestellt.  Synonyme für Adonis L. sind Adonanthe Spach und Chrysocyathus Falconer. Die Typusart der Gattung ist Adonis annua L.

### Herkunft des Namens
Nach der griechischen Mythologie sollen aus den Tränen der Aphrodite, als sie den toten Adonis beweinte, weiße Rosen entsprossen sein und aus jedem Blutstropfen des sterbenden Adonis ein rotes Adonisröschen. Der Name bezieht sich also nicht auf die gelb blühenden Adonis-Arten, sondern auf die blutrot blühenden Arten, wie Adonis aestivalis, Adonis annua und Adonis flammea.

### Äußere Systematik
Die Gattung Adonis gehört zur Tribus Adonideae in der Unterfamilie Ranunculoideae innerhalb der Familie Ranunculaceae.

### Innere Systematik und botanische Geschichte
Nach morpholischen Merkmalen gliederte Tamura 1995 die Gattung Adonis in nur zwei Sektionen, die aber keine natürlichen Verwandtschaftsgruppen darstellen: Diese Darstellung nach morphologischen Merkmalen aus dem letzten Jahrhundert ist veraltet:
- Sect. Adonis: Hierhin wurden die einjährigen Arten gestellt.[1]
- Sect. Consiligo DC. (Syn.: Adonanthe Spach): Hierhin wurden die ausdauernden Arten gestellt.[1]

Durch molekulargenetische Daten wurde die Gliederung der Gattung Adonis fortlaufend geändert, beispielsweise:
Nach Son et al. 2016 ist die ausdauernde Art Adonis vernalis die einzige Art der Sektion Adonanthe außerhalb von Ostasien, in Europa und Zentralasien. Nach genetischen Daten ist diese Art Schwestergruppe einer gemeinsamen Klade von Arten aus China, Korea, der Mongolei, des östlichen Sibiriens und Kasachstans (der Serien Amurenses und Apenninae nach der Revision der Untergattung durch Wang). Dies ist verträglich mit einer Hypothese, dass diese Art, aus dem Himalaya stammend, sich hier vom gemeinsamen Artengrundstock abgetrennt und nach Westen ausgebreitet hat.
Nach Son et al. 2017 wird die Gattung Adonis in zwei Untergattungen mit sechs Sektionen und sechs Serien gegliedert:
- Untergattung Adonanthe mit beispielsweise Sektion Adonanthe W.T.Wang[9]

### Arten
Je nach Autor gibt es 30 bis 35 Adonis-Arten:
- Sommer-Adonisröschen[10] (Adonis aestivalis L.): Es gibt zwei oder drei Varietäten:[11][12]
  - Adonis aestivalis var. aestivalis: Sie ist von Europa bis Südwestasien, im nordwestlichen Afrika, Russland, Kaschmir, Pakistan und im nördlichen Xinjiang verbreitet.[11]
  - Adonis aestivalis L. var. parviflora M.Bieberstein: Sie kommt von Europa bis Südwestasien und im südwestlichen Tibet sowie nördlichen Xinjiang vor.[11]
  - Adonis aestivalis subsp. squarrosa (Steven) Nyman (Syn.: Adonis squarrosa Steven, Adonis dentata var. provincialis DC., Adonis aestivalis subsp. provincialis (DC.) C.H.Steinb.): Sie ist von Europa bis Südwestasien und Nordafrika verbreitet.[12]
- Adonis aleppica Boiss., Heimat: Türkei, Syrien, Nordirak.
- Amur-Adonisröschen[10] (Adonis amurensis Regel & Radde, Syn.: Adonis amurensis var. angustiloba A.I.Baranov & Skvortsov, Adonis amurensis var. pilosissima D.C.Son & Jungsim Lee, Adonis barthei Franch.): Sie kommt im russischen Oblast Amur sowie Oblast Sachalin, auf der japanischen Insel Hokkaido, Korea und in den chinesischen Provinzen östliches Heilongjiang, Jilin sowie Liaoning vor.[11][13]
- Herbst-Adonisröschen[10] (Adonis annua L., Syn.: Adonis autumnalis L.), Heimat: Europa, Nordwestafrika, Vorderasien.
- Adonis apennina L. (Syn.: Adonis sibirica Patrin ex Ledeb.): Sie ist von Nordosteuropa bis Russlands Fernem Osten verbreitet.
- Adonis bobroviana Sim.: Sie gedeiht an trockenen Grashängen in Höhenlagen von 1900 bis 2200 Metern im südlichen sowie westlichen Teil der Inneren Mongolei und in den chinesischen Provinzen zentrales Gansu, Ningxia sowie nördliches Qinghai.[11]
- Adonis chrysocyathus Hook. f. & Thomson: Sie kommt im Himalaja (Kaschmir, Indien, Nepal und Pakistan), in Tadschikistan, westlichen Tibet und in Xinjiang vor.[11]
- Adonis coerulea Maxim.: Sie gedeiht im Gebüsch und an Grashängen in Höhenlagen von 2300 bis 5000 Metern im nordöstlichen Tibet und in den chinesischen Provinzen Gansu, zentrales Qinghai sowie westliches Sichuan.[11]
- Kyllenisches Adonisröschen (Adonis cyllenea Boiss., Heldr. & Orph.):[10] Es kommt nur in Griechenland vor; ein unklarer Fund von 1858 stammt aus Kleinasien.[14]
- Adonis davidii Franch. (Syn.: Adonis brevistyla Franch., Adonis delavayi Franch.): Sie kommt in Bhutan, im südöstlichen Tibet und in den chinesischen Provinzen südliches Gansu, südliches Guizhou, westliches Hubei, südliches Shaanxi, südliches Shanxi, nördliches Sichuan sowie nordwestliches Yunnan vor.[11]
- Adonis dentata Delile, kommt in Nordafrika und Vorderasien vor.
- Apenninen-Adonisröschen (Adonis distorta Ten.):[10] Dieser Endemit kommt nur in Mittelitalien vor.
- Adonis eriocalycina Boiss., kommt in Vorderasien vor.
- Flammen-Adonisröschen (Adonis flammea Jacq.):[10] Es kommt in Europa und Vorderasien vor.
- Adonis globosa C.H.Steinb. ex Rech. f.
- Adonis leiosepala Butkov, Heimat: Mittelasien.
- Adonis microcarpa DC., kommt im Mittelmeerraum und in Vorderasien vor.
- Adonis mongolica Simonov., Heimat: Mongolei.
- Adonis multiflora Nishikawa & Koji Ito: Sie kommt nur in den südkoreanischen Provinzen Jeju-do sowie Busan-si und auf den japanischen Inseln Honshu sowie Kyushu vor.[13]
- Adonis nepalensis Simonov.: Sie kommt nur in Nepal sowie Sikkim vor.
- Adonis palaestina Boiss.: Sie kommt nur in Syrien vor.
- Adonis pseudoamurensis W.T.Wang (Syn.: Adonis ramosa subsp. fupingensis W.T.Wang, Adonis amurensis var. dissectipetalis Y.N.Lee): Sie kommt in Korea und in den chinesischen Provinzen Jilin, Liaoning sowie Hebei vor.[13]
- Pyrenäen-Adonisröschen (Adonis pyrenaica DC.):[10] Es kommt in Spanien und Frankreich vor.
- Adonis ramosa Franch.: Sie kommt in Russland, Japan und in den chinesischen Provinzen Jilin sowie Liaoning vor.[11] Mindestens die Vorkommen in Korea gehören nach Son 2018 zu Adonis pseudoamurensis.[13]
- Adonis shikokuensis Nishikawa & Koji Ito: Dieser Endemit kommt nur auf der japanischen Insel Shikoku vor.
- Adonis sibirica Patrin ex Ledeb.: Sie kommt in Europa nur in Russland[15] vor. Sie ist hauptsächlich in Sibirien, in der Mongolei, im nordöstlichen Teil der Inneren Mongolei und im nördlichen Xinjiang verbreitet.[11]
- Adonis sutchuenensis Franch.: Sie gedeiht in Höhenlagen von 1100 bis 3300 Metern in den chinesischen Provinzen südliches Shaanxi sowie nördliches Sichuan.[11]
- Adonis tianschanica (Adolf) Lipschitz ex Bobrov: Dieser Endemit kommt nur im russischen und chinesischen Teil des Tianschan vor.[11]
- Adonis turkestanica (Korsh.) Adolf
- Frühlings-Adonisröschen (Adonis vernalis L.): Es ist in Europa, im Kaukasusraum und in Sibirien verbreitet.
- Adonis villosa Ledeb.
- Adonis volgensis Steven ex DC.: Sie kommt in Bulgarien, auf der Krim, in Südrussland und in Kleinasien vor.